# Ivo Giovanelli
Ivo Giovanelli (serb. Иво Ђованели Ivo Ðovaneli; ur. 22 maja 1919 w Splicie, zm. 29 lipca 2009 tamże) – chorwacki waterpolista reprezentujący Jugosławię. Z zawodu inżynier.

## Lata młodości
W dzieciństwie trenował piłkę nożną i wioślarstwo. Piłkę wodną zaczął uprawiać w 1934 w wieku 14 lat.

## Kariera klubowa
W 1935 został włączony do pierwszego składu klubu Jadran, w którym grał do końca kariery w 1954.

## Kariera reprezentacyjna
W 1936 znalazł się w kadrze Jugosławii na igrzyska olimpijskie, jednakże ostatecznie na nich nie wystąpił. W 1948 ponownie pojechał na igrzyska olimpijskie, na których tym razem rozegrał 4 spotkania. Karierę reprezentacyjną zakończył w 1951.

## Losy po zakończeniu kariery
Po zakończeniu kariery był sekretarzem, a później prezesem klubu Jadran (w latach 1968-1974) oraz klubu Lions Split (1991–1993). Zmarł 29 lipca 2009 w Splicie, a pochowany został dwa dni później na cmentarzu Lovrinac w tymże mieście.